# Davis Cup 2023
Der Davis Cup im Jahr 2023 war die 111. Austragung des Wettbewerbs. Die italienische Mannschaft gewann den Titel nach 1976 zum zweiten Mal.

## Qualifikation
Automatisch qualifiziert waren mit Kanada und Australien die beiden Teilnehmer des Finales 2022. Dazu kamen die beiden Wildcards Italien und Spanien. Weitere zwölf Teilnehmer wurden in einer Qualifikationsrunde ausgespielt.
| Datum         | Heimmannschaft | Ergebnis | Gastmannschaft          | Ort       |
| ------------- | -------------- | -------- | ----------------------- | --------- |
| 3.–5. Februar | Kroatien       | 3:1      | Österreich              | Rijeka    |
| 3.–5. Februar | Ungarn         | 2:3      | Frankreich              | Tatabánya |
| 3.–5. Februar | Usbekistan     | 0:4      | Vereinigte Staaten      | Taschkent |
| 3.–5. Februar | Deutschland    | 2:3      | Schweiz                 | Trier     |
| 3.–5. Februar | Kolumbien      | 1:3      | Großbritannien          | Cota      |
| 3.–5. Februar | Norwegen       | 0:4      | Serbien                 | Oslo      |
| 3.–5. Februar | Chile          | 3:1      | Kasachstan              | La Serena |
| 3.–5. Februar | Südkorea       | 3:2      | Belgien                 | Seoul     |
| 3.–5. Februar | Schweden       | 3:1      | Bosnien und Herzegowina | Stockholm |
| 3.–5. Februar | Niederlande    | 4:0      | Slowakei                | Groningen |
| 3.–5. Februar | Finnland       | 3:1      | Argentinien             | Espoo     |
| 3.–5. Februar | Portugal       | 1:3      | Tschechien              | Maia      |

## Finale

### Gruppenphase
Die Gruppenphase fand vom 12. bis 17. September 2023 statt.

#### Gruppe A
- Ort: Unipol Arena, Bologna, Italien

|   | Team     | S-N | Spiele | Sätze |
| 1 | Kanada   | 3:0 | 8:1    | 16:4  |
| 2 | Italien  | 2:1 | 5:4    | 12:11 |
| 3 | Chile    | 1:2 | 4:5    | 11:11 |
| 4 | Schweden | 0:3 | 1:0    | 4:17  |

| Datum         | Mannschaft 1 | Ergebnis | Mannschaft 2 |
| ------------- | ------------ | -------- | ------------ |
| 12. September | Schweden     | 0:3      | Chile        |
| 13. September | Kanada       | 3:0      | Italien      |
| 14. September | Kanada       | 3:0      | Schweden     |
| 15. September | Italien      | 3:0      | Chile        |
| 16. September | Kanada       | 2:1      | Chile        |
| 17. September | Italien      | 2:1      | Schweden     |

#### Gruppe B
- Ort: Manchester Arena, Manchester, Vereinigtes Königreich

|   | Team           | S-N | Spiele | Sätze |
| 1 | Großbritannien | 3:0 | 6:3    | 13:11 |
| 2 | Australien     | 2:1 | 6:3    | 14:6  |
| 3 | Frankreich     | 1:2 | 5:4    | 12:10 |
| 4 | Schweiz        | 0:3 | 1:8    | 4:16  |

| Datum         | Mannschaft 1   | Ergebnis | Mannschaft 2   |
| ------------- | -------------- | -------- | -------------- |
| 12. September | Frankreich     | 3:0      | Schweiz        |
| 13. September | Australien     | 1:2      | Großbritannien |
| 14. September | Australien     | 2:1      | Frankreich     |
| 15. September | Großbritannien | 2:1      | Schweiz        |
| 16. September | Australien     | 3:0      | Schweiz        |
| 17. September | Großbritannien | 2:1      | Frankreich     |

#### Gruppe C
- Ort: Pabellón Fuente de San Luis, Valencia, Spanien

|   | Team       | S-N | Spiele | Sätze |
| 1 | Tschechien | 3:0 | 9:0    | 18:4  |
| 2 | Serbien    | 2:1 | 6:3    | 13:8  |
| 3 | Spanien    | 1:2 | 2:7    | 6:14  |
| 4 | Südkorea   | 0:3 | 1:8    | 6:17  |

| Datum         | Mannschaft 1 | Ergebnis | Mannschaft 2 |
| ------------- | ------------ | -------- | ------------ |
| 12. September | Serbien      | 3:0      | Südkorea     |
| 13. September | Spanien      | 0:3      | Tschechien   |
| 14. September | Tschechien   | 3:0      | Südkorea     |
| 15. September | Spanien      | 0:3      | Serbien      |
| 16. September | Serbien      | 0:3      | Tschechien   |
| 17. September | Spanien      | 2:1      | Südkorea     |

#### Gruppe D
- Ort: Športski centar Gripe, Split, Kroatien

|   | Team               | S-N | Spiele | Sätze |
| 1 | Niederlande        | 2:1 | 5:4    | 13:11 |
| 2 | Finnland           | 2:1 | 6:3    | 13:9  |
| 3 | Vereinigte Staaten | 1:2 | 3:6    | 9:14  |
| 4 | Kroatien           | 1:2 | 4:5    | 11:12 |

| Datum         | Mannschaft 1       | Ergebnis | Mannschaft 2       |
| ------------- | ------------------ | -------- | ------------------ |
| 12. September | Niederlande        | 2:1      | Finnland           |
| 13. September | Kroatien           | 1:2      | Vereinigte Staaten |
| 14. September | Niederlande        | 2:1      | Vereinigte Staaten |
| 15. September | Kroatien           | 1:2      | Finnland           |
| 16. September | Vereinigte Staaten | 0:3      | Finnland           |
| 17. September | Kroatien           | 2:1      | Niederlande        |

### K.-o.-Runde
- Ort: Palacio de Deportes José María Martín Carpena, Málaga, Spanien

|  | Viertelfinale  | Viertelfinale |              |   | Halbfinale | Halbfinale |  |  | Finale | Finale |
|  |                |               |              |   |            |            |  |  |        |        |
|  | 21. November   |               |              |   |            |            |  |  |        |        |
|  |                |               |              |   |            |            |  |  |        |        |
|  | Kanada         | 1             |              |   |            |            |  |  |        |        |
|  | Kanada         | 1             | 24. November |   |            |            |  |  |        |        |
|  | Finnland       | 2             |              |   |            |            |  |  |        |        |
|  | Finnland       | 2             | Finnland     | 0 |            |            |  |  |        |        |
|  | 22. November   |               | Finnland     | 0 |            |            |  |  |        |        |
|  |                | Australien    | 2            |   |            |            |  |  |        |        |
|  | Tschechien     | Australien    | 2            | 1 |            |            |  |  |        |        |
|  | Tschechien     |               | 26. November | 1 |            |            |  |  |        |        |
|  | Australien     | 2             |              |   |            |            |  |  |        |        |
|  | Australien     | 2             | Australien   | 0 |            |            |  |  |        |        |
|  | 23. November   |               | Australien   | 0 |            |            |  |  |        |        |
|  |                | Italien       | 2            |   |            |            |  |  |        |        |
|  | Italien        | Italien       | 2            | 2 |            |            |  |  |        |        |
|  | Italien        | 25. November  |              | 2 |            |            |  |  |        |        |
|  | Niederlande    | 1             |              |   |            |            |  |  |        |        |
|  | Niederlande    | 1             | Italien      | 2 |            |            |  |  |        |        |
|  | 23. November   |               | Italien      | 2 |            |            |  |  |        |        |
|  |                | Serbien       | 1            |   |            |            |  |  |        |        |
|  | Serbien        | Serbien       | 1            | 2 |            |            |  |  |        |        |
|  | Serbien        |               |              | 2 |            |            |  |  |        |        |
|  | Großbritannien | 0             |              |   |            |            |  |  |        |        |

Finale
| Australien                                                                                          | Finale | Italien                                                                                                  |
| --------------------------------------------------------------------------------------------------- | --- | --- |
| Team Alex de Minaur Alexei Popyrin Max Purcell Jordan Thompson Matthew Ebden Kapitän Lleyton Hewitt | Datum: 26. November 2023 Ort: Málaga, Spanien Belag: Hartplatz (i) \| Alexei Popyrin \| 5:7, 6:2, 4:6 \| Matteo Arnaldi \| \| Alex de Minaur \| 3:6, 0:6 \| Jannik Sinner \| \| Matthew Ebden Max Purcell \| nicht gespielt \| Simone Bolelli Lorenzo Sonego \| Resultat: 0:2 | Team Jannik Sinner Lorenzo Musetti Matteo Arnaldi Lorenzo Sonego Simone Bolelli Kapitän Filippo Volandri |
| Alexei Popyrin                                                                                      | 5:7, 6:2, 4:6 | Matteo Arnaldi                                                                                           |
| Alex de Minaur                                                                                      | 3:6, 0:6 | Jannik Sinner                                                                                            |
| Matthew Ebden Max Purcell                                                                           | nicht gespielt | Simone Bolelli Lorenzo Sonego                                                                            |